# Listă de actori - T
|  | Listă de actori \| \| Listă de actori - T \| Liste alfabetice de actori și actrițe \| Listă de actrițe A - B - C - D - E - F - G - H - I - J - K - L - M - N - O - P - Q - R - S - T - U - V - W - X - Y - Z |

## Actori - T
| - Quentin Tarantino (* 1963) - Jürgen Tarrach (* 1960) - Jacques Tati (1908 - 1982) - Robert Taylor (1911 - 1969) - Rod Taylor (1930 - 2015) - Joachim Teege (1925 - 1969) - Hans Terofal (1923 - 1976) - Georg Thomalla (1915 - 1999) - Mihai Timofti (* 1948) | - Terry Thomas (1911 - 1990) - Marshall Thompson (1925 - 1992) - Billy Bob Thornton (* 1955) - Niculae Tili - Richard Todd (1919 - 2009) - Tony Todd (* 1952) - Ugo Tognazzi (1922 - 1990) - Topol (* 1935) - Rip Torn (* 1931) | - Benicio del Toro (* 1967) - Vico Torriani (1920 - 1998) - Totò (1898 - 1967) - Spencer Tracy (1900 - 1967) - John Travolta (* 1954) - Jean-Louis Trintignant (* 1930) - François Truffaut (1932 - 1984) - Ulrich Tukur (* 1957) - John Turturro (* 1957) |

## Actrițe
|  | Listă de actrițe \| \| Listă de actori \| Liste alfabetice de actori și actrițe \| Listă de actrițe A - B - C - D - E - F - G - H - I - J - K - L - M - N - O - P - Q - R - S - T - U - V - W - X - Y - Z |